# Maxime Laubeuf

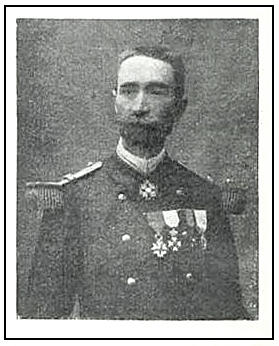
Maxime Laubeuf

Maxime Alfred Laubeuf, genannt Max Laubeuf, (* 23. November 1864 in Poissy; † 23. Dezember 1939 in Cannes) war ein französischer Ingenieur und U-Boot-Pionier.
Laubeuf studierte an der École polytechnique mit dem Abschluss 1883 und war dann an der französischen Marineingenieursschule École Nationale Supérieure du Génie Maritime. 1887 wurde er Hilfsingenieur und 1891 Ingenieur. Zunächst arbeitete er in Brest an der Entwicklung von U-Booten. 1906 ging er in die Schiffbauindustrie (Industriekonzern Schneider). Das löste eine Pressekampagne gegen ihn aus, die hohe Wellen bis ins Parlament schlug, da man ihn verdächtigte sein Wissen über U-Boote an fremde Mächte weiterzugeben. Unmittelbar nach seinem Wechsel in die Industrie war er auf Studienreise nach Skandinavien und Holland gefahren. Er war bis 1926 in der Industrie und setzte sich dann zur Ruhe.

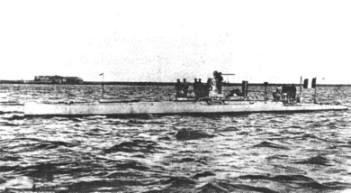
Narval

1896 schrieb die französische Regierung einen Entwicklungsauftrag für ein U-Boot aus, das über Wasser 12 Knoten erreichen sollte und eine Reichweite von 100 Seemeilen haben sollte. Unter Wasser sollte es 6 Knoten erreichen bei einer Reichweite von 10 Seemeilen. Der Entwurf von Laubeuf setzte sich gegen 28 Konkurrenten durch und 1900 wurde sein U-Boot als Narval in Dienst gestellt (und 1909 wieder außer Dienst). Es hatte viele Kennzeichen moderner U-Boote wie einen Doppelrumpf, der sowohl eine stabile Überwasserfahrt erlaubte als auch Sicherheit gegen den Wasserdruck beim Tauchen, eine Dampfmaschine und einen Elektromotor mit Batterien, die von der Dampfmaschine bei Überwasserfahrt aufgeladen wurden und das Boot unter Wasser antrieben. In der Praxis erwies sich der Dampfmaschinenantrieb aber als gefährlich und untauglich.
Nach seinem Entwurf wurden auch zwei U-Boote der Aigrette-Klasse gebaut, die mit Dieselmotor liefen. Der Bau der Aigrette erfolgte 1902 bis 1904 und sie wurde 1908 in Dienst gestellt. Im Ersten Weltkrieg war die Aigrette (Q 38) in Cherbourg stationiert, spielte aber nur eine defensive Rolle ebenso wie ihr Schwesterschiff Cigogne (Q 39), das von Brindisi operierte. 1919 wurden beide außer Dienst gestellt. Auch die U-Boote der Brumaire-Klasse im Ersten Weltkrieg wurden von ihm mitentwickelt bzw. folgten seinem grundlegenden Entwurf.
Er war Mitglied der französischen Marineakademie und ab 1920 Mitglied der Académie des Sciences. 1923 wurde er Kommandeur der Ehrenlegion und 1928 Großoffizier.
Einer seiner Mitarbeiter war der Spanier Raimundo Lorenzo de Equevilley Montjustín, der die Kenntnis über die Entwicklungen von Laubeuf und anderen und eigene Fortentwicklungen nach Deutschland brachte und dort ein Pionier des U-Boot-Baus war.

## Schriften
- Sous-marins et Submersibles. Leur développement, leur rôle dans la guerre, leur rôle dans l'avenir, les sous-marins allemands, 1917, Neuauflage: Decoopman 2016 (Vorwort Jean-Louis Vichot)